# Ernest Psichari
Ernest Psichari (Paris, 27 de setembro de 1883 - 22 de agosto de 1914) foi um autor, pensador religioso e soldado francês.
Filho do notável intelectual Ioannis Psycharis e neto do escritor liberal Ernest Renan, Psichari foi batizado na fé ortodoxa grega. Recebeu uma educação problemática, tentando até mesmo o suicídio por um amor não correspondido.
Posteriormente, Psichari alistou-se no exército para cumprir o serviço militar. Aprazendo-se da vida militar, ele se realistou e se transferiu para as Troupes coloniales em busca de aventura no exterior. Ele serviu no Congo Francês e na Mauritânia e escreveu uma série de obras autobiográficas militaristas que se mostraram populares entre os nacionalistas franceses.
Psichari converteu-se ao catolicismo em 1913 e chegou a considerar em se tornar um padre. Contudo, decidiu que poderia servir melhor a Igreja no exército. Lutando em defesa da Bélgica em agosto de 1914 durante a Primeira Guerra Mundial, ele foi morto em Rossignol durante a Batalha das Fronteiras .

## Primeiros anos
Ernest Psichari nasceu em 27 de setembro de 1883 em Paris. Seu pai era o greco-francês Ioannis Psycharis, professor de filologia grega na Ecole Pratique des Hautes Etudes e um dos principais defensores do grego demótico. Sua mãe era Noémi Psichari, filha do historiador e filósofo liberal anticlerical Ernest Renan, um dos intelectuais mais famosos da França do século XIX. Nascido em uma das famílias republicanas mais famosas da França, ele foi batizado na Igreja Ortodoxa Grega por insistência de sua mãe, embora a família tivesse um panorama agnóstico. Os pais de Psichari brigavam muito; seu pai estava preocupado que seus filhos (Psichari tinha um irmão mais novo, Michel, e uma irmã, Henriette) o viam muito pouco e conheciam apenas a mãe e o avô materno. Os pais de Psichari acabaram se separando pouco antes da Primeira Guerra Mundial. Renan morreu em 1892, quando Psichari tinha nove anos.
Psichari cresceu próximo aos intelectuais Maurice Barrès, Charles Péguy e Jacques Maritain, e aos 19 anos se apaixonou pela irmã de Maritain, Jeanne, sete anos mais velha. Ela o rejeitou por outro e, no dia do casamento dela, Psichari tentou se matar com uma overdose de drogas. Resgatado por seu amigo, Maurice Reclus (mais tarde um historiador reconhecido), ele tentou se matar com um revólver. Reclus lutou para detê-lo e a arma disparou inofensivamente. Depois, Psichari passou vários dias em partes degradadas de Paris realizando trabalhos manuais antes de ser descoberto por sua família e enviado ao país para se recuperar.

## Serviço militar
Completando seu serviço militar obrigatório como soldado alistado, Psichari descobriu que se aprazia muito da disciplina e se realistou no 51º Regimento de Infantaria em 1904, uma atitude que ultrajou seus amigos. Subindo ao posto de sargento, mas ficando impaciente com a vida de um soldado da guarnição no exército metropolitano, ele organizou uma transferência para as Troupes coloniales como artilheiro. Psichari empreendeu uma missão no Congo em 1907, sob o comando do tenente Lenfant, um oficial a quem ele idolatrava. Retornando à França em 1908, ele publicou um relato de suas experiências como Terres de soleil et de sommeil (Terras do sol e do sono). Esta foi mais uma autobiografia do que um trabalho de escrita ou história de viagens e alguns afirmam que os escritos contêm referências homoeróticas. Ele tinha até agora rejeitado completamente o antimilitarismo de sua juventude e elogiou o seu exército e sua nação, tornando-se um ídolo da direita nacionalista.
Tendo se formado na academia militar de Versalhes como subtenente, ele foi enviado para a Mauritânia em 1909, permanecendo lá até 1912. Psichari inicialmente temia que ficaria entediado em uma área das colônias francesas que era relativamente pacificada, mas logo se apaixonou pela paisagem e pelo povo da Mauritânia. Ele veria ação em uma escaramuça com homens da tribo em que dois dos homens dele foram mortos.
Orador frequente contra o "diletantismo, seu antagonismo à Igreja Católica [e] sua oposição ao sistema militar" de Renan, Psichari ficou preocupado com o fato de sua popularidade entre os nacionalistas franceses ter surgido simplesmente porque ele havia divergido fortemente das opiniões de seu avô. Ele escreveu L'Appel des armes (O Chamado das Armas) em 1913, um romance militar que foi um registro de suas experiências e provou ser imensamente popular entre os jovens nacionalistas. Dizia-se que suas obras "combinavam sentimentos militaristas com uma devoção religiosa semimística".

## Conversão e morte

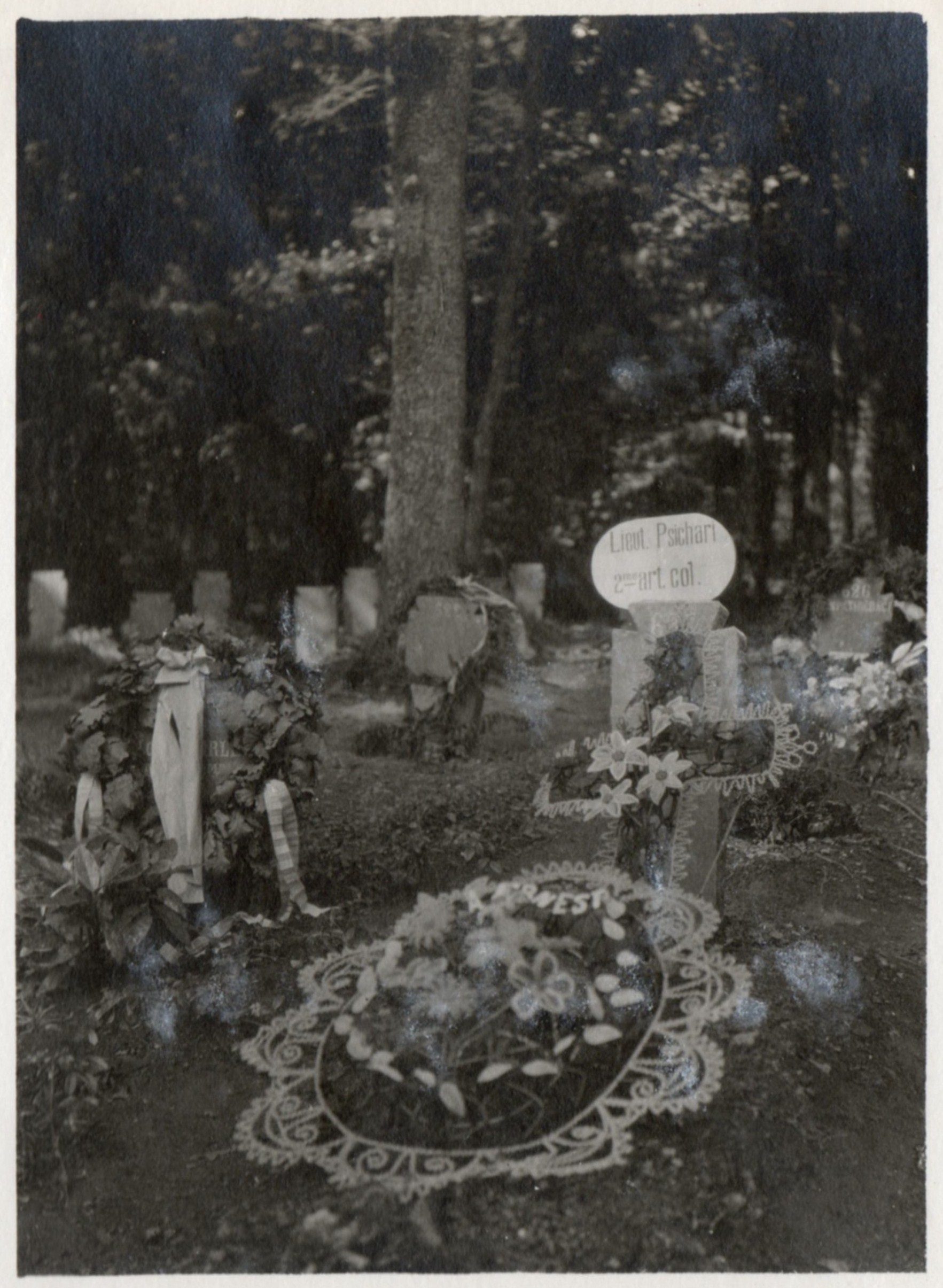
Túmulo de Psichari no cemitério de Rossignol

Como afirma Frank Field, ele e outros militares ficaram impressionados com a fé dos muçulmanos quando estava no Norte da África, e assim se voltou cada vez mais à religião, e por causa desse fascínio e a certeza de que o cristianismo era a religião mais apropriada aos franceses, ele se converteu à fé católica no início de 1913. Sua nova fé o colocou em desacordo com seu antigo mentor Péguy e os dois cortaram seus laços. Psichari tornou-se um membro leigo da Ordem Dominicana e considerou tornar-se padre. Decidindo que poderia servir melhor a Igreja dentro do exército, ele seguiu para a guerra como tenente, dizendo a um padre na época: "não estamos prontos, mas tenho fé no Sagrado Coração". Ele morreu na última posição da artilharia francesa na Batalha de Rossignol. Presos entre as forças alemãs e o rio Semois, os artilheiros franceses lutaram até o fim, disparando o restante de suas munições, desativando suas armas e matando seus cavalos antes de se renderem. Psichari caiu enquanto defendia as armas. O irmão de Psichari, também em armas desde 1914, morreu com o exército francês em Champagne em 1917.
O romance autobiográfico de Psichari, Le Voyage du centurion (A viagem do centurião), que trata de sua conversão e "refaz sua peregrinação do ceticismo a uma fé ardente e um total abandono a Deus" foi publicado postumamente em 1916. Um trabalho adicional, Les voix qui crient dans le desert: souvenirs d'Afrique (As vozes que gritam no deserto: lembranças da África), foi publicado em 1920 com um prefácio do general Charles Mangin.
Após sua morte, ele foi retratado por Henri Massis, seu biógrafo, como um apoiador do líder da extrema-direitista Ação Francesa, Charles Maurras, embora Jacques Maritain considerasse que mais tarde ele se afastaria dos maurrasianos como ele próprio.